# Canon de 120 mm L modèle 1931
Le canon de 12 cm L modèle 1931 était un canon de campagne moyen conçu par les ingénieurs de la firme Cockerill en coopération avec la Fonderie Royale des canons et utilisé par la Belgique pendant la Seconde Guerre mondiale.

## Historique
L'armée belge en mai 1940 aligne 12 batteries de 4 canons soit 48 pièces. 
Les pièces capturés furent mis en service de la Wehrmacht après la reddition de la Belgique en mai 1940 sous le nom de canon de 12 cm K 370 (b). Utilisé pour la défense côtière, 12 sont installés sur le Mur de l'Atlantique en France et Belgique, et un minimum de 16 pièces en Norvège.
Ces dernières sont gardés en stock par les forces armées norvégiennes jusqu’à la fin des années 1950.

## Caractéristiques
Il était plutôt lourd pour sa taille, mais avait une bonne portée. Son affût avait de grandes bêches qui devaient être enfoncées dans le sol pour ancrer l'arme au sol.

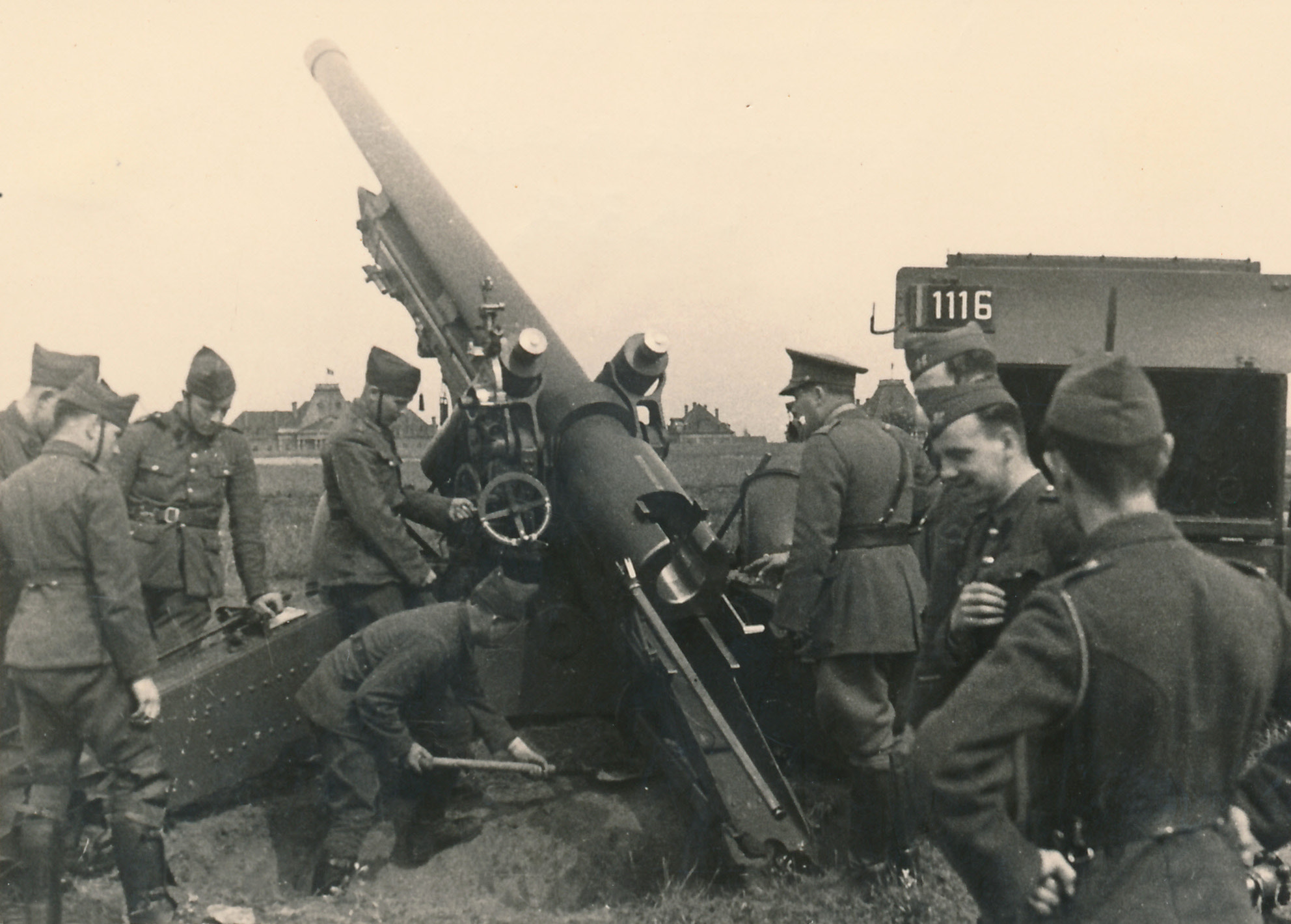
Mise en batterie du canon belge FRC 120 mm mle 1931 par les artilleurs du régiment 26A à Etterbeek, lors de la mobilisation générale de 1939.